# Fumio Hayasaka

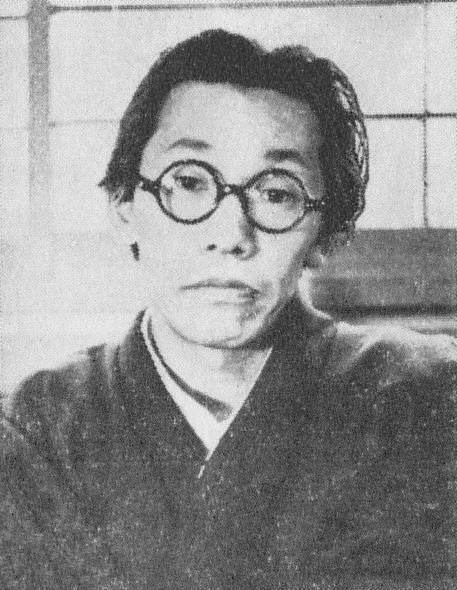
Fumio Hayasaka

Fumio Hayasaka (Sendai, 19 agosto 1914 – Tokyo, 15 ottobre 1955) è stato un compositore giapponese.

## Biografia
Cresciuto a Sapporo, ha lavorato come compositore di Toho e ha realizzato le colonne sonore di molti film a soggetto, collaborando a numerose pellicole di Akira Kurosawa e Kenji Mizoguchi.
Fu anche autore di numerosissime composizioni per orchestra e per pianoforte.

## Filmografia

### Colonne sonore
- L'angelo ubriaco (醉いどれ天使Yoidore tenshi), regia di Akira Kurosawa (1948)
- Cane randagio (野良犬 Nora inu), regia di Akira Kurosawa (1949)
- Scandalo (醜聞スキャンダル Sukyandaru?), regia di Akira Kurosawa (1950)
- Rashōmon (羅生門 (Rashōmon)), regia di Akira Kurosawa (1950)
- L'idiota (白痴Hakuchi), regia di Akira Kurosawa (1951)
- Vivere (生きるIkiru), regia di Akira Kurosawa (1952)
- I racconti della luna pallida d'agosto (雨月物語Ugetsu monogatari), regia di Kenji Mizoguchi (1953)
- L'intendente Sansho (山椒大夫 Sanshō Dayū), regia di Kenji Mizoguchi (1954)
- I sette samurai (七人の侍 Shichinin no samurai), regia di Akira Kurosawa (1954)
- Gli amanti crocifissi (近松物語), regia di Kenji Mizoguchi (1954)
- L'imperatrice Yang Kwei-fei (Yōkihi楊貴妃), regia di Kenji Mizoguchi (1955)
- Testimonianza di un essere vivente (生きものの記録Ikimono no kiroku), regia di Akira Kurosawa (1955)